# Kotlandi
Kotlandi (Duits: Gotland) is een plaats in de Estlandse gemeente Saaremaa, provincie Saaremaa. De plaats heeft de status van dorp (Estisch: küla).
Tot in december 2014 behoorde Kotlandi tot de gemeente Lümanda, daarna tot in oktober 2017 tot de gemeente Lääne-Saare en sindsdien tot de fusiegemeente Saaremaa.

## Bevolking
Het dorp had 63 inwoners op 31 december 2011 en 58 inwoners op 31 december 2021.

## Geschiedenis
De plaats werd voor het eerst genoemd in 1617 of 1618 onder de naam Gottlan Michell, een boerderij. In 1645 werd voor het eerst een landgoed Gotland genoemd. Het werd bewoond door Zweden; vermoedelijk is er een relatie met het eiland Gotland. Kotlandi was eigendom van de Russisch-Orthodoxe Kerk. Tijdens de Grote Noordse Oorlog raakte het landgoed door oorlogshandelingen en de pest geheel ontvolkt. Na de oorlog ging het landgoed als kroondomein over in het bezit van de Russische tsaar. Op het eind van de 19e eeuw werd het landgoed opgedeeld onder de boeren die erop werkten.
Het landhuis van het vroegere landgoed Kotlandi ligt op het grondgebied van het buurdorp Koki.